# دریای کناره
دریای کِناره (Mare Marginis) یکی از دریاوارهای سطح کره ماه است.
این دریاوار در کناره و لبهٔ سمت پیدای ماه قرار گرفته است. مختصات ماه‌نگاشتی این عارضه ۱۳٫۳ درجه شمالی، ۸۶٫۱ درجه شرقی و قطر کلی آن ۳۵۸ کیلومتر است.
قطر این دریاوار ۴۲۰ کیلومتر است و در شمال آن دهانه بیرونی (به نام دانشمند ایرانی ابوریحان بیرونی)، در جنوب شرقی آن دهانه ابن یونس (به نام اخترشناس مصری) و در شمال باختری آن دهانه گُدارد (به نام دانشمند آمریکایی) قرار دارد.
دریاوار کناره، شکلی ناهماهنگ دارد و قطر پوشش بازالتی آن حداکثر ۲ کیلومتر است که نسبتاً نازک به‌شمار می‌آید.
به این خاطر به نظر می‌آید که سطح این دریاوار برخلاف دیگر دریاوارها که دهانه‌های برخوردی هستند، منطقه‌ای پست بوده که گدازه‌ها بر روی آن شاریده‌اند.

## شرح
این دریاوار با اکثر دریاوارهای سمت پیدای ماه تفاوت‌هایی دارد؛ شکل آن نامنظم است و به نظر می‌رسد عمق کمی دارد. در دشت‌های این دریاوار، اشکال دایره‌ای و باریک کوچکی وجود دارد که احتمالاً دهانه‌های برخوردی مدفون‌شده زیر ۳۰ تا ۵۰۰ متر گدازه را نشان می‌دهند. از طرفی، دریای کناره در مرکز هیچ‌کدام از حوضه‌های برخوردی بزرگ و مشخص قرار نگرفته است. به همین دلیل به نظر می‌رسد این دریاوار نمایانگر یک ناحیه کم‌ارتفاع از سرزمین‌های مرتفع ماه است که گدازه‌های مذاب به سختی توانسته‌اند به سطح آن برسند. چند دهانه بزرگ با کف دریاواری هم در نزدیکی این دریاوار وجود دارند که بستر آن‌ها پایین‌تر از سطح مناطق مرتفع اطراف است. همین مسئله نشان می‌دهد که گدازه‌ها در این نقاط به سطح ماه نزدیک بوده‌اند. برخی دهانه‌های مهم در نزدیکی دریای کناره، دهانه بیرونی در شمال، دهانه ابن یونس در جنوب شرقی و دهانه گدارد در شمال غربی هستند.
در سطح این دریاوار چند «چرخه قمری» دیده می‌شود که رسوبات با سپیدایی بالاتر هستند شبیه به رینر گاما در اقیانوس طوفان‌ها. این ویژگی با یک میدان مغناطیسی نسبتاً قوی در ارتباط است. همچنین در نقطه پادپایی حوضه برخوردی دریای خاوری قرار دارد و ممکن است با شکل‌گیری آن عارضه مرتبط باشد. از دیگر توضیحات احتمالی برای چگونگی تشکیل این ویژگی‌ها می‌توان به برخورد دنباله‌دار، فوران گازهای آتشفشانی یا نشانه‌های عادی سطحی اشاره کرد که به دلیل میدان مغناطیسی در برابر فرسایش فضایی محافظت شده‌اند. با این حال، علت دقیق ویژگی‌های سپیدایی مانند این به‌طور کامل شناخته نشده است.

## نماها

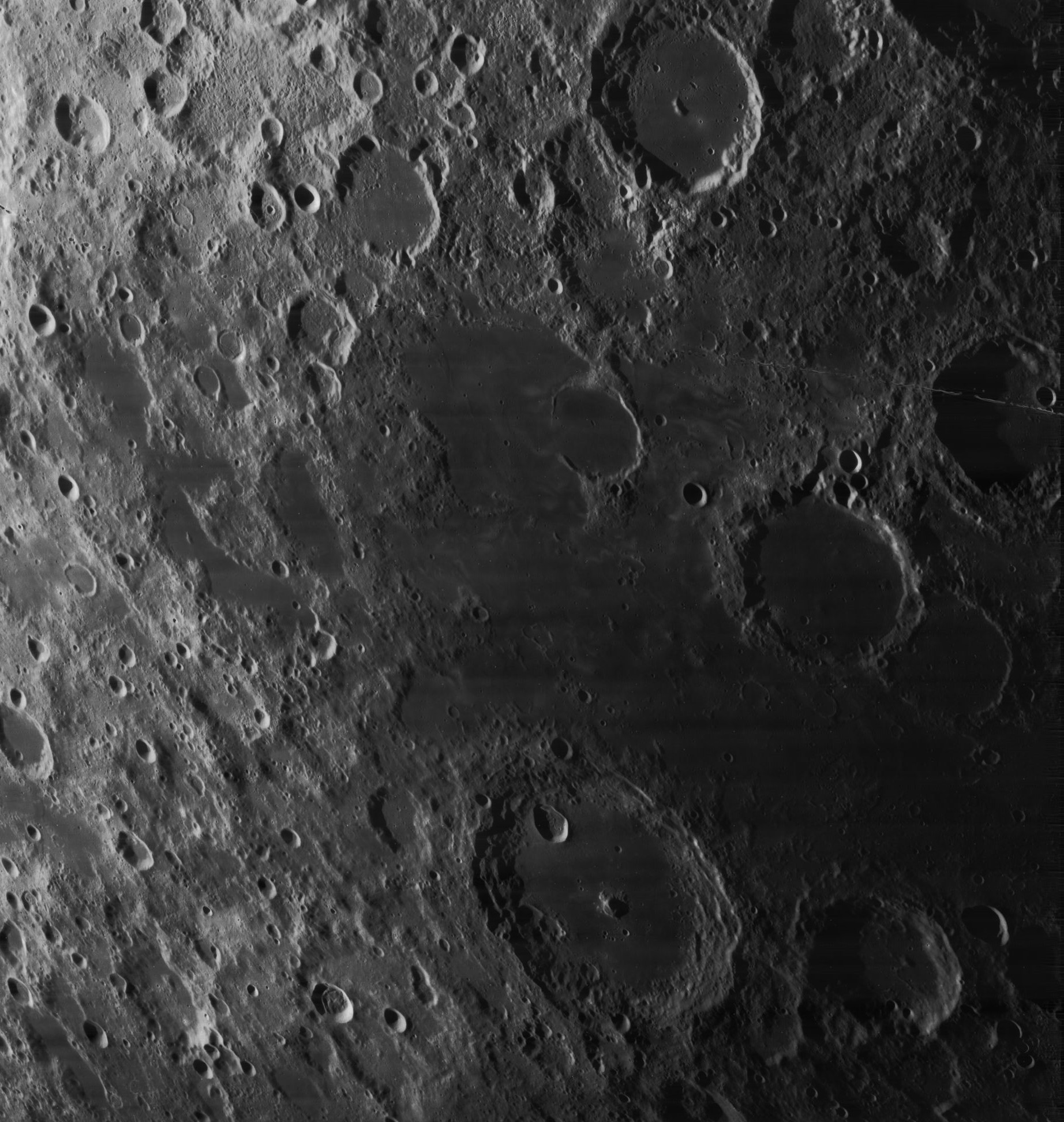
تصویر مایل مدارگرد ماه ۴ از بخش غربی دریای کناره. دهانه بزرگ در جنوب نپر است.
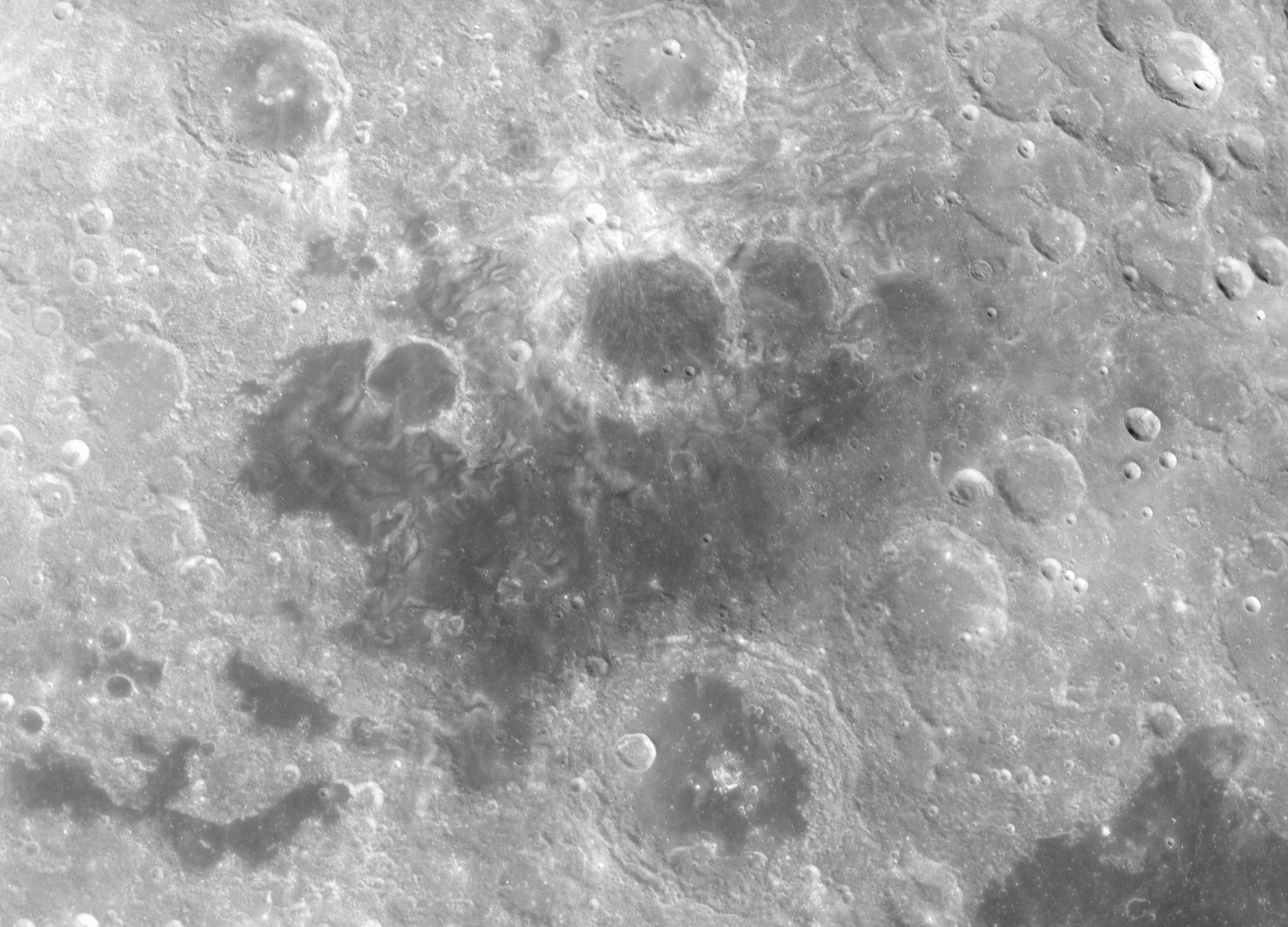
دید این دریاواره از آپولو ۱۶. شمال در بالا سمت چپ است.
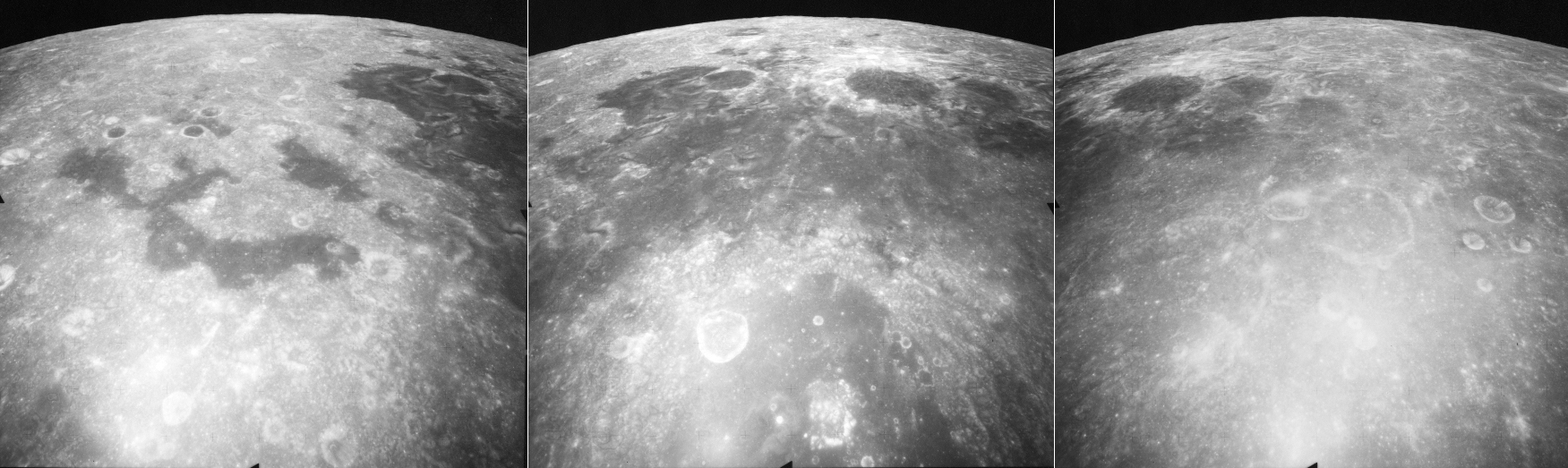
اینها سه نما از دریای کناره هستند که توسط دوربین نقشه‌برداری مأموریت آپولو ۱۷ در سال ۱۹۷۲ از ارتفاع متوسط ۱۲۴ کیلومتر و رو به شمال-شمال شرق گرفته شده‌اند. در سمت راست، بخش شرقی دریای کناره با دهانه‌های جنسکی، جنسکی اف و جنسکی دی کشیده در پیش‌زمینه و دریای شرقی در بالا سمت چپ دیده می‌شود. عکس وسط دریای مرکزی را با دهانه برجسته گُدارد که توسط مواد روشن احاطه شده، دهانه ابن یونس بلافاصله در شرق آن، گدارد سی در غرب، نیمی از دهانه بزرگ نپر در پیش‌زمینه و دهانه هابل در دور دست در شمال نزدیک افق نشان می‌دهد. چرخش‌های مواد روشن در دریا که تصور می‌شود توسط میدان‌های مغناطیسی ایجاد شده باشند، در این عکس قابل مشاهده هستند. عکس سمت چپ دریای غربی (که از زمین به راحتی قابل مشاهده است) را با «دریاچه‌های» جدا شده بازالت و دهانه کانن نشان می‌دهد. این عکس‌ها در عرض چند دقیقه از یکدیگر گرفته شدند، زمانی که سفینه فرماندهی و خدمات آپولو «آمریکا» به دور ماه می‌چرخید.